# Kondoros
Kondoros (în slovacă Kondoroš, în română Condoroș) este un sat în districtul Szarvas, județul Békés, Ungaria, având o populație de 5.386 de locuitori (2011).

## Demografie
Componența etnică a satului Kondoros
     Maghiari (91,3%)
     Slovaci (6,87%)
     Necunoscut (0,81%)
     Alții (1,01%)
Componența confesională a satului Kondoros
     Luterani (32,27%)
     Fără religie (24,23%)
     Romano-catolici (14,46%)
     Reformați (1,69%)
     Necunoscută (26,83%)
     Atei (0,52%)
     Alte religii (1,82%)
Conform recensământului din 2011, satul Kondoros avea 5.386 de locuitori. Din punct de vedere etnic, majoritatea locuitorilor (91,3%) erau maghiari, cu o minoritate de slovaci (6,87%). Apartenența etnică nu este cunoscută în cazul a 0,81% din locuitori. Nu există o religie majoritară, locuitorii fiind luterani (32,27%), persoane fără religie (24,23%), romano-catolici (14,46%) și reformați (1,69%). Pentru 26,83% din locuitori nu este cunoscută apartenența confesională.